# Almost There
Almost There é o álbum de estreia da banda americana de rock cristão MercyMe. Produzido por Pete Kipley, foi lançado em 14 de agosto de 2001 pela INO Records. Depois de lançar seis álbuns como uma banda independente, eles decidiram buscar um contrato com uma gravadora porque se tornou muito difícil vender álbuns, agendar shows e se gerenciar. A banda foi designada para trabalhar com Kipley, que não havia produzido um grande projeto antes. Quatro músicas do álbum já haviam aparecido em seus álbuns autolançados; o resto eram músicas recém-gravadas. Os críticos caracterizaram a música do álbum como adoração contemporânea e pop rock, com um som mais amigável ao rádio do que os álbuns autolançados da banda.
Almost There recebeu elogios da crítica musical, que elogiou a composição do álbum; "I Can Only Imagine" recebeu elogios especiais. Os críticos se dividiram em relação à sonoridade do álbum. Alguns o consideraram "inovador" ou "fresco", enquanto outros o consideraram mediano ou derivativo. A revista CCM o listou em sua edição de 25º aniversário como um dos "100 Álbuns que Você Precisa Ter".
"Bless Me Indeed (Jabez's Song)" foi lançado como o primeiro single do álbum; no entanto, teve um desempenho abaixo do esperado nas paradas, levando inicialmente a vendas abaixo do esperado para o álbum. O segundo single, "I Can Only Imagine", alcançou o primeiro lugar na parada cristã AC da Radio & Records em 2002. Seu sucesso contribuiu para um aumento acentuado nas vendas, e a música permaneceu nas paradas cristãs por tanto tempo que os planos para um terceiro single do álbum foram descartados. Depois que a música cruzou para as rádios convencionais em 2003, o álbum alcançou o número 39 na Billboard 200 e o primeiro lugar na parada de álbuns cristãos da Billboard. A Billboard o classificou como o quarto álbum cristão mais vendido da década de 2000 nos Estados Unidos. Almost There foi certificado como triplo platina pela Recording Industry Association of America (RIAA) e vendeu mais de 3 milhões de cópias nos Estados Unidos.

## Faixas
(Créditos e lista de faixas das notas do encarte do álbum)
| N.º | Título                           | Compositor(es)                                                      | Duração |  |
| 1.  | "I Worship You"                  | Pete Kipely, Regie Hamm                                             | 3:07    |  |
| 2.  | "Here Am I"                      | Bart Millard, Kipely                                                | 4:20    |  |
| 3.  | "On My Way to You"               | Millard, Nathan Cochran, Mike Scheuchzer, Jim Bryson, Robby Shaffer | 4:06    |  |
| 4.  | "How Great Is Your Love"         | Millard                                                             | 4:14    |  |
| 5.  | "I Can Only Imagine"             | Millard                                                             | 4:08    |  |
| 6.  | "Bless Me Indeed (Jabez's Song)" | Millard, Cochran, Scheuchzer, Bryson, Shaffer                       | 4:14    |  |
| 7.  | "Cannot Say Enough"              | Millard, Cochran, Scheuchzer, Bryson, Shaffer                       | 4:47    |  |
| 8.  | "House of God"                   | Millard, Cochran, Scheuchzer, Bryson, Shaffer, Kipely               | 3:13    |  |
| 9.  | "Call to Worship"                | Millard, Cochran, Scheuchzer, Bryson, Shaffer                       | 4:51    |  |
| 10. | "Fall Down"                      | Millard, Cochran, Scheuchzer, Bryson, Shaffer                       | 3:45    |  |
| 11. | "In You"                         | Millard                                                             | 4:17    |  |

| Críticas profissionais                                                      | Críticas profissionais |
| Avaliações da crítica                                                       | Avaliações da crítica  |
| Fonte                                                                       | Avaliação              |
| --------------------------------------------------------------------------- | ---------------------- |
| allmusic                                                                    | [ 2 ]                  |
| Jesus Freak Hideout                                                         | [ 3 ]                  |
| Esta tabela precisa de ser acompanhada por texto em prosa. Consulte o guia. |                        |

## Paradas
| Ano  | Paradas                    | Posição |
| ---- | -------------------------- | ------- |
| 2001 | Heatseekers                | 1       |
| 2001 | Billboard 200              | 37      |
| 2001 | Top Contemporary Christian | 2       |
| 2004 | Top Christian Albums       | 1       |

## Créditos
- Jim Bryson - Teclados
- Nathan Cochran - Baixo, vocal de apoio
- Bart Millard - Vocal
- Mike Scheuchzer - Guitarra, vocal de apoio
- Robby Shaffer - Bateria